# Clément Villecourt
Clément Villecourt (ur. 9 października 1787 w Lyonie, zm. 17 stycznia 1867 w Rzymie) – francuski duchowny katolicki, kardynał, biskup La Rochelle.

## Życiorys
Święcenia kapłańskie przyjął 21 grudnia 1811. 1 lutego 1836 został wybrany biskupem La Rochelle. Sakrę biskupią otrzymał 13 marca 1836 z rąk arcybiskupa Jean-Joseph-Marie-Victoire de Cosnaca (współkonsekratorami byli biskupi Jacques Seguin des Hons i Roman Gallard). 17 grudnia 1855 Pius IX wyniósł go do godności kardynalskiej z tytułem prezbitera San Pancrazio. W 1856 zrezygnował z kierowania diecezją.